# 날개깃

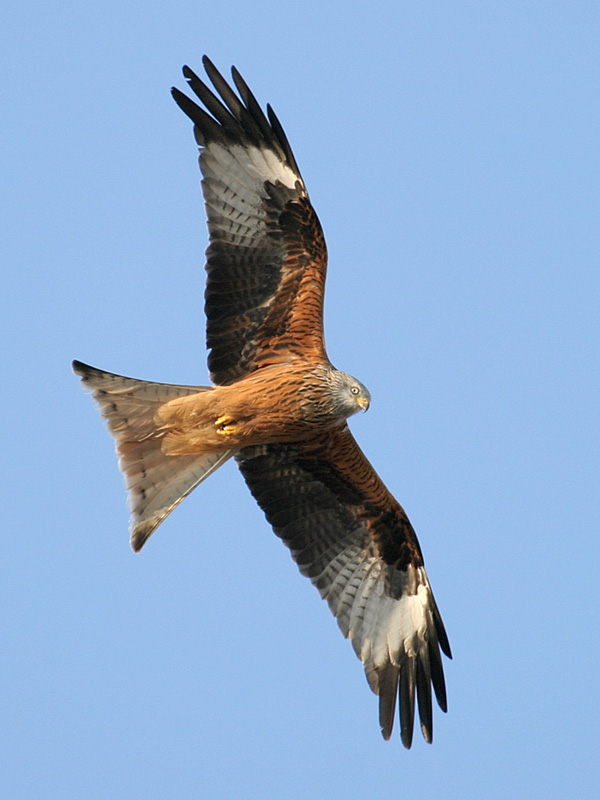
비행 중인 붉은솔개. 날개깃과 꽁지깃이 보인다.

날개깃은 새의 깃털로 덮인 부위  중 하나로, 날아갈 때 사용한다.
날개깃은 길고 뻣뻣하며 비대칭 모양이지만 새의 날개나 꼬리에 대칭적으로 쌍을 이루는 뾰족한 깃털이다. 날개깃의 주요 기능은 추력과 양력의 생성을 도와 비행을 가능하게 하는 것이다. 일부 새의 날개깃은 일반적으로 영토 표시, 구애 의식 또는 먹이 방법과 관련된 추가 기능을 수행한다. 어떤 종에서는 이 깃털이 시각적으로 구애를 과시하는 데 사용되는 길고 화려한 깃털로 발전했으며, 다른 종에서는 과시 비행 중에 소리를 낸다. 가장자리의 작은 톱니 모양은 올빼미가 조용히 날아가는 데 도움이 되며, 따라서 더 성공적으로 사냥할 수 있으며, 딱따구리의 매우 단단한 직근은 나무 줄기를 두드릴 때 버틸 수 있도록 도와준다. 날지 못하는 새들조차도 때때로 급격하게 변형된 형태이기는 하지만 여전히 날개깃을 가지고 있다.
레미쥬는 날개를 따라 위치하는 위치에 따라 기본깃과 보조깃으로 구분된다. 일반적으로 마누스에는 11개의 원발근(중수골에 6개, 지골에 5개)이 붙어 있지만, 레미클(remicle)이라고 불리는 가장 바깥쪽 원발근은 종종 미미하거나 없거나 한다. 특정 새, 특히 플라밍고, 논병아리, 황새는 중수골에 7개의 원색이 붙어 있고 전체적으로 12개가 있다. 보조깃은 척골에 붙어 있다. 다섯 번째 이차 리멕스(손목 관절 안쪽에 번호가 매겨져 있음)는 이전에는 일부 종에는 없는 것으로 생각되었지만 이 근골격계에 대한 현대적인 견해는 네 번째와 다섯 번째 이차 사이에 간격이 있다는 것이다. 상완의 인접한 부분에서 자라는 3차 깃털은 진정한 회복으로 간주되지 않는다.
날개깃의 털갈이는 새의 비행 능력을 손상시킬 수 있기 때문에 새에게 심각한 문제를 일으킬 수 있다. 다양한 종은 이에 대처하기 위해 모든 날개깃을 한 번에 떨어뜨리는 것(따라서 상대적으로 짧은 기간 동안 날지 못하게 되는 것)부터 몇 년에 걸쳐 탈피를 연장하는 것까지 다양한 전략을 발전시켰다.